# 카테나치오
카테나치오(이탈리아어: catenaccio 카테나초[*])는 수비를 중시하며, 지능적으로 상대 공격을 막는 축구 전술이다. 이탈리아어로 '빗장'이라는 뜻을 가지고 있기 때문에 빗장 수비라고도 한다. 최종 수비의 유기적인 움직임을 강조해 상대방의 득점을 막는 방식이다. 기원은 스위스의 카를 라판의 베로우(스위스 볼트) 전술로 볼 수 있다. 1960년대 AC 밀란의 감독이었던 네레오 로코가 이를 도입해 리그 경기에서 수많은 1-0 승리를 이끌어냈다.
오늘날, 특히 유럽에서는 '상대방의 실책에 편승해 득점한 다음, 지지 않기 위해 공격은 하지 않고 지키기만 하는 재미없는 축구'라는 부정적인 뜻으로 사용되기도 한다.

## 같이 보기
- 안티 풋볼
- 밀집수비